# Neville Holt
Neville Stanley Holt (ur. 9 marca 1912 w Leichhardt, zm. 6 lutego 2008 w Sydney) – australijski strzelec, olimpijczyk. Brat Johna, również strzelca.

## Biografia
Strzelania nauczył się od swojego ojca. Tuż przed II wojną światową wstąpił do milicji, ale nie walczył podczas wojny. Dzięki pracy w tej formacji miał dostęp do broni palnej, którą pożyczał na swoje treningi strzeleckie. Został członkiem założonego w 1948 roku Mosman-Neutral Bay Rifle Club, którego zawodnikiem był przynajmniej do 1953 roku (później reprezentował Parramatta Rifle Club). Wystąpił na igrzyskach olimpijskich w Londynie (1948), gdzie pojawił się w jednej konkurencji – zajął 47. miejsce w karabinie małokalibrowym leżąc z 50 metrów (startowało 71 zawodników).
Po II wojnie światowej podjął pracę jako elektryk w Sydney. Pełnił funkcje przewodniczącego New South Wales Rifle Association i wiceprzewodniczącego National Rifle Association of Australia (1976). Redagował także jeden z australijskich magazynów strzeleckich, oraz zajmował się archiwizacją wyników zawodów strzeleckich.
Razem ze swoim bratem Johnem uczestniczył w 2000 roku w sztafecie olimpijskiej w Sydney. Zmarł 6 lutego 2008 roku w wieku niespełna 96 lat. W dniu śmierci był najstarszym żyjącym australijskim olimpijczykiem. Schedę po nim przejął jeździec Bill Roycroft. Jego nazwiskiem nazwano jedne z zawodów strzeleckich w Australii.

## Wyniki olimpijskie
| Igrzyska | Konkurencja                       | Wynik                        | Miejsce | Źródło |
| -------- | --------------------------------- | ---------------------------- | ------- | ------ |
| IO 1948  | Karabin małokalibrowy leżąc, 50 m | 584 pkt. (98-97-95-97-98-99) | 47      | [ 3 ]  |